# آلفا پرگار
آلفا پرگار (α Cir, α Circini) یک ستاره متغیر در صورت فلکی کم‌نور و جنوبی دوپرگار است. با قدر ظاهری ۳٫۱۹، این ستاره درخشان‌ترین ستاره این صورت فلکی است و به‌راحتی با چشم غیرمسلح از نیمکره جنوبی تا مدار ۲۵ درجه شمالی دیده می‌شود. اختلاف‌منظر این ستاره نشان‌دهنده فاصله‌ای حدود ۵۴٫۰ سال نوری (۱۶٫۶ پارسک) از زمین است.
این ستاره به گروهی از ستاره‌های متغیر با نام ستاره‌های Ap با نوسان سریع تعلق دارد. این ستاره با چرخه‌های نوسانی غیرشعاعی متعدد و یک چرخه غالب با دوره ۶٫۸ دقیقه نوسان می‌کند. طیف این ستاره ویژگی‌های خاصی نشان می‌دهد که ناشی از لایه‌بندی شیمیایی در جو خارجی آن است. این ستاره دارای کمبود متوسطی در کربن، نیتروژن و اکسیژن است، در حالی که کروم (Cr) در آن بیش از حد معمول یافت می‌شود. رده‌بندی ستارگان A7 Vp SrCrEu نشان می‌دهد که این ستاره یک رشته اصلی است و مقادیر بالاتری از استرانسیم (Sr)، کروم و یوروپیوم (Eu) در جو آن نسبت به ستاره‌هایی مانند خورشید وجود دارد.
جرم آلفا پرگار حدود ۱۵۰٪ تا ۱۷۰٪ جرم خورشیدی و شعاع آن دو برابر شعاع خورشید است. در حالی که درخشندگی آن بیش از ۱۰ برابر خورشید است. دمای مؤثر لایه خارجی آن حدود ۷٬۵۰۰ کلوین است که به آن رنگ سفید معمول ستاره‌های رده‌بندی ستارگان A را می‌دهد. این ستاره با دوره‌ای ۴٫۵ روز می‌چرخد و محور قطب آن حدود 37 ± ۴° نسبت به خط دید از زمین متمایل است.
بر اساس مکان و حرکت آن در فضا، آلفا پرگار به‌عنوان یک عضو احتمالی سینماتیک ستاره‌ای گروه متحرک بتا سه‌پایه شناخته می‌شود. این گروه منشأ مشترکی دارند و سن آن حدود ۱۲ میلیون سال تخمین زده می‌شود. در زمان تشکیل این گروه، آلفا پرگار در فاصله‌ای حدود ۹۱ سال نوری (۲۸ پارسک) از مرکز این تجمع قرار داشت.